# Татарчева къща
Татарчевата къща (на македонска литературна норма: Куќа на Татарчевци) е възрожденска къща в град Ресен, Република Македония. Сградата е обявена за значимо културно наследство на Република Македония.

## История
Къщата е построена в XIX век за видната ресенска фамилия Татарчеви. В нея се провежда Ресенският конгрес на ВМОРО на 27 февруари 1894 година. Последният ѝ адрес е улица „29-и ноември“ № 75. Къщата е разрушена в 2004 година. Възстановяването на къщата в оригинален вид започва в 2015 година. Открита като музей на 4 април 2016 година от премиера Никола Груевски и министъра на културата Елизабета Канческа-Милевска. В музея са изложени предмети от оригиналната къща, артефакти, свързани с Христо Татарчев, исторически картини, както и осем восъчни фигури. Проектът е на стойност 30 милиона денара.

## Архитектура
Представлява типичен пример за староградска архитектура. Състои се е от приземие и етаж. Има е централно разпределение на помещенията и атик на източната фасада.